# ویل (خواننده رپ)
اولوبواله ویکتور آکینتیمهین (انگلیسی: Olubowale Victor Akintimehin؛ زادهٔ ۲۱ سپتامبر ۱۹۸۴) که با نام هنری ویل (به انگلیسی: Wale) شناخته می‌شود، خواننده رپ و ترانه‌نویس اهل ایالات متحده آمریکا است. وی از سال ۲۰۰۵ میلادی تاکنون مشغول فعالیت بوده‌است.